# Ronde van Frankrijk 2004/Zevende etappe
De zevende etappe van de Ronde van Frankrijk 2004 werd verreden op 10 juli 2004 tussen Châteaubriant en Saint-Brieuc.

## Verloop
Na een onrustige etappe en finale weet een groepje uiteindelijk het peloton voor te blijven. De 22-jarige Italiaan Filippo Pozzato wint de etappe. Voeckler behoudt het geel.
Proloog ·
1e etappe ·
2e etappe ·
3e etappe ·
4e etappe ·
5e etappe ·
6e etappe ·
7e etappe ·
8e etappe ·
9e etappe ·
10e etappe ·
11e etappe ·
12e etappe ·
13e etappe ·
14e etappe ·
15e etappe ·
16e etappe ·
17e etappe ·
18e etappe ·
19e etappe ·
20e etappe
Startlijst · Eindstanden · Afbeeldingen